# کوک زدن پرچم
کوک زدن پرچم (به انگلیسی: Stitching the Standard)، نام یک نقاشی از نقاش انگلیسی، ادموند لیتون است که بانویی را نشسته بر کنگرهٔ باروی یک قلعه نشان می‌دهد که در حال کوک زدن یک پرچم با نشان عقاب سیاه بر زمینهٔ زرد است. مشخص است که در قلعه در زمانهٔ صلح به سر می‌برد و این بانو از شلوغی درون قلعه بیرون آمده تا در روشنایی روز کارش را انجام دهد. ابعاد این نقاشی، ۹۸ در ۴۴ سانتی‌متر است.
این نقاشی بیانگر دوران هنری پیشارافائلی است که زندگی هنوز به خاطر جنگ جهانی اول تیره و تار نشده بود. به نظر می‌رسد آلفرد یوکنی، زندگینامه‌نویس لیتون، از این نقاشی با نام The device نام برده‌است.

## سرگذشت
این نقاشی در ۲۳ آوریل ۱۹۲۸ در کریستیز با نام آماده‌سازی پرچم (Preparing the Flag) به فروش گذاشته شد و بدست دبلیو. دبلیو. سامپسون خریداری شد. پس از خریده شدن از لیتون، در دست افراد مختلفی چرخید و در سال ۱۹۸۸ در کریستیز به فروش گذاشته شد. در ۲۶ سپتامبر ۱۹۷۷، با نام در انتظار بازگشت او (Awaiting his Return)، بدست ریچارد گرین در فیلیپس خریداری شد. در ۲۷ ژوئن ۱۹۷۸، با نام کوک زدن پرچم در ساتبیز در بلگراویا به یک مجموعه‌دار خصوصی فروخته شد.